# Чеченський національний округ

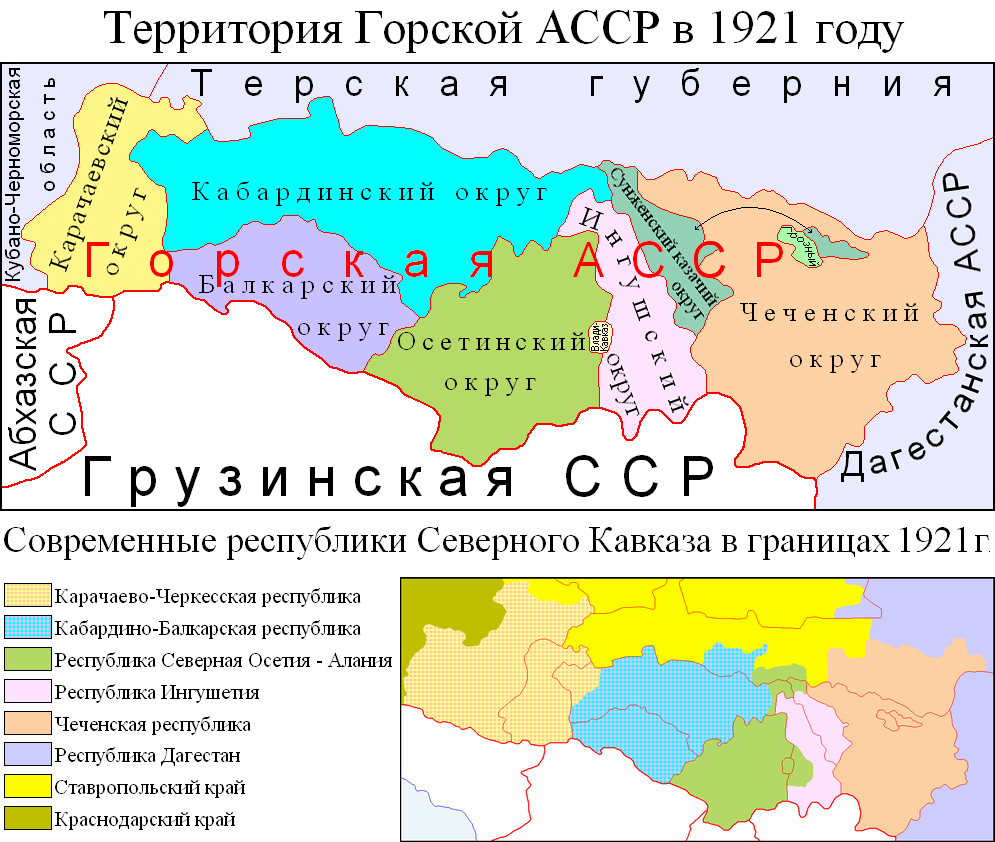
Чеченський округ позначено бежевим

Чеченський національний округ (рос. Чеченский национальный округ, чеч. Нохчийн къаьмнийн гуо) — колишня адміністративно-територіальна одиниця РРФСР, що існувала з 21 січня 1920 року по 30 листопада 1922 року.
Адміністративний центр — місто Грозний.

## Історія
Наприкінці 1920 і початку 1921 років вупередгірних і гірських районах Північного Кавказу з переважаючим неросійським населенням були організовані дві нові радянські автономії — Дагестанська АРСР і Горська АРСР.
При цьому Горська АРСР була розділена на 7 національних округів, одним з яких був Чеченський НО.
У листопаді 1922 року Чеченський національний округ був виділений з Горської АРСР і перетворений на Чеченську автономну область.

## Адміністративний поділ
У 1921 році Чеченський НО складався з 5 районів:
1. Грозненський - м. Грозний,
2. Надтеречний - с. Нижній Наур,
3. Урус-Мартановський — Урус-Мартан,
4. Шалінський - с. Шалі,
5. Шатоївський — с. Шатой.

## Ресурси Інтернету
- Административно-территориальное деление РСФСР [Архівовано 26 січня 2012 у Wayback Machine.]
- Административные преобразования в Чеченской Республике